# Niels Brouzes
Niels Brouzes (født 3. februar 1981 i Drancy) er en fransk tidligere professionel landevejscykelrytter.